# 南が丘駅

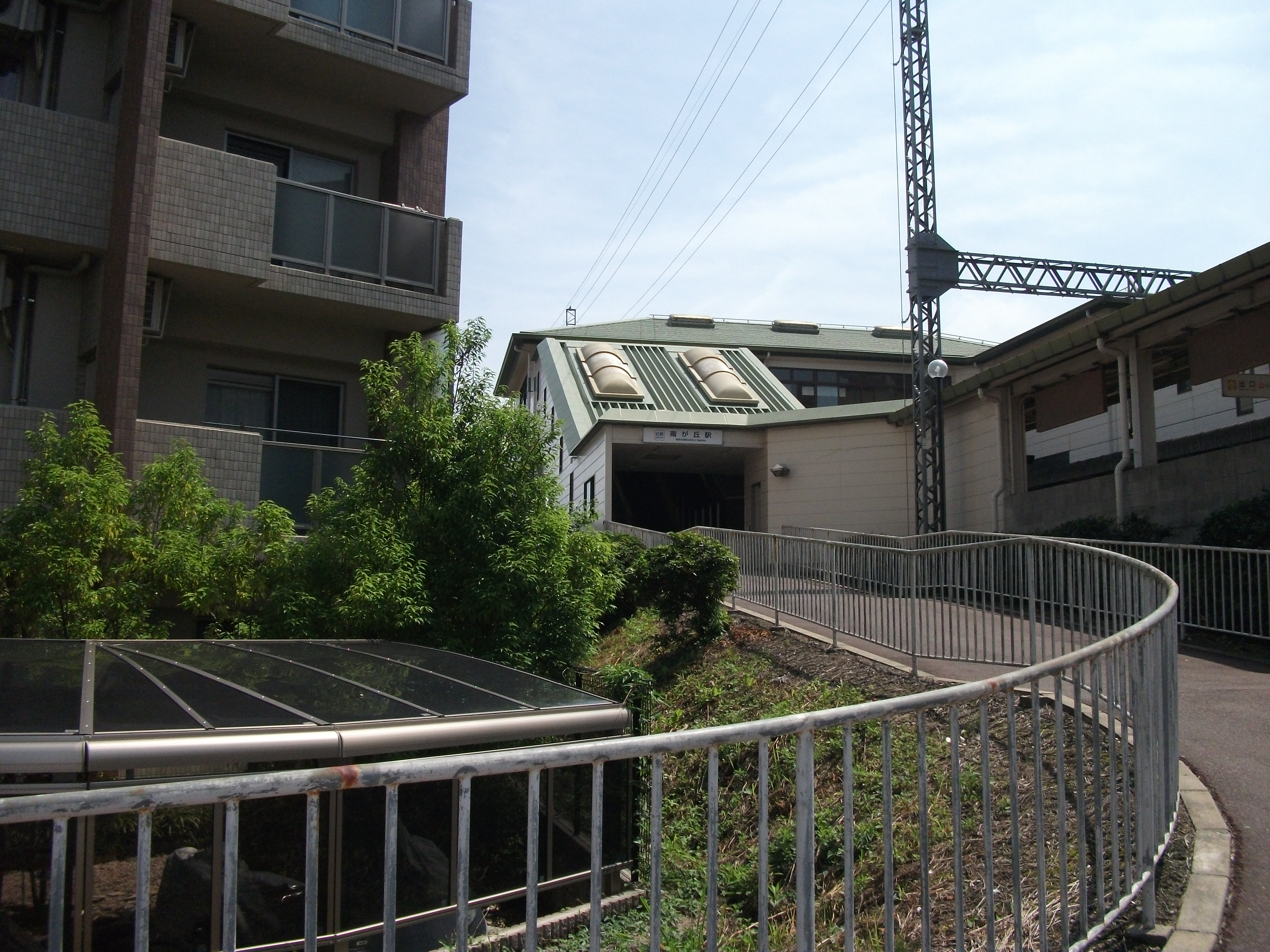
西口

南が丘駅（みなみがおかえき）は、三重県津市垂水字東焼尾にある、近畿日本鉄道（近鉄）名古屋線の駅である。駅番号はE41。
名古屋線内では最も新しい駅である。

## 歴史
かつては津新町 - 久居の中間の不便な場所で、火葬場が付近にある静かな土地であった。しかし周辺の丘陵地で近鉄による大規模住宅地「津 南が丘住宅地」の開発が進んだため、そのアクセスのために1989年に開設された。命名に当たっては当時の地名だった「青谷」ではなく明るい丘陵のイメージで駅名を決定した。
かつて当地を通っていた中勢鉄道にも、付近に停留所が存在した。また、名古屋線には1946年から1953年の間、単線区間（津新町駅寄り）と複線区間（久居駅寄り）の境目として、当地付近に二重池信号場が設置されていた。

### 年表
- 1989年（平成元年）4月28日：名古屋線の津新町 - 久居間に新設開業[1][2]。
- 2007年（平成19年）4月1日：PiTaPa使用開始[3]。
- 2018年（平成30年）3月17日：急行の停車駅に追加される[4]。

## 駅構造
相対式ホーム2面2線を持つ地上駅で橋上駅舎を有する。ホーム有効長は6両。改札口は1か所のみで、ホームと駅舎は階段で結ばれている。出入口は東西双方に1か所ずつある。また、駐輪場からスロープでホームに繋がっており、車椅子利用者にも利用しやすい構造となっている。名古屋線では数少ない山間に位置している駅であり、付近は15 - 33‰のやや急な勾配が連続している。
津駅管理の有人駅で、自動改札機はPiTaPa・ICOCA対応の改札機が導入されている。トイレは改札内にあり、男女別の水洗式で、車椅子対応トイレも整備されている。

### のりば
| のりば | 路線       | 方向 | 行先           |
| ------ | ---------- | ---- | -------------- |
| 1      | E 名古屋線 | 下り | 賢島方面       |
| 2      | E 名古屋線 | 上り | 近鉄名古屋方面 |

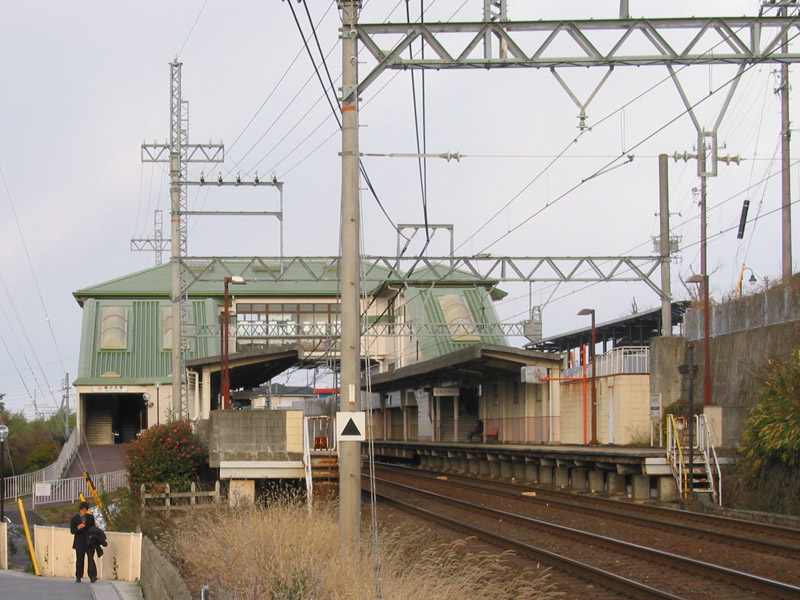
久居側踏切より
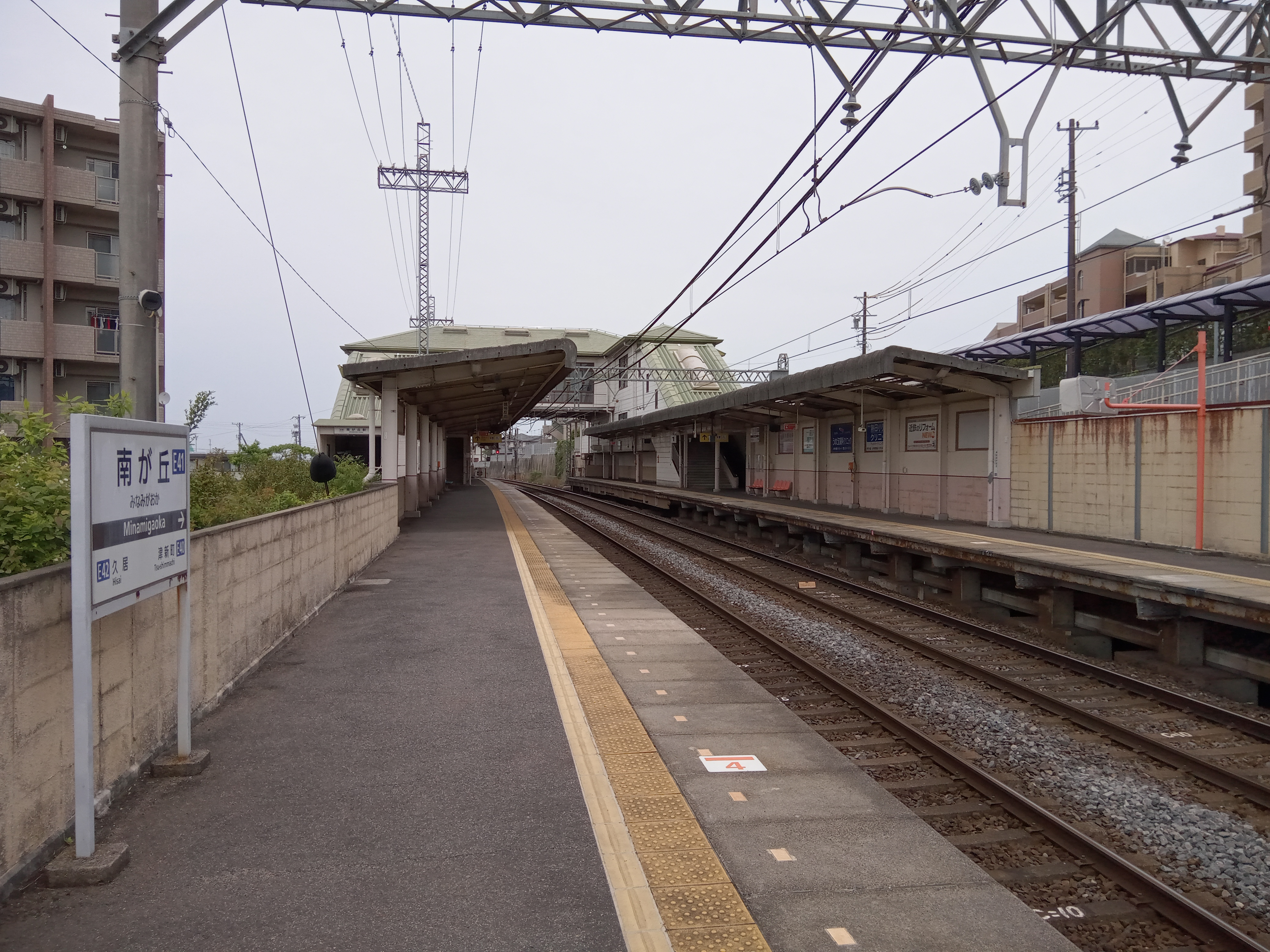
プラットホーム

## 停車列車
- 特急以外の全一般列車が停車する[6]。
- 当駅に停車する列車の多くは急行（江戸橋駅 - 伊勢中川駅間各駅停車）であり、普通列車はラッシュ時のみの停車となっている[6]。
- 日中は急行が毎時3本、朝と夕方以降は普通列車が加わって毎時4本 - 最大8本の停車本数が確保されている[6]。

## 当駅乗降人員
近年における当駅の1日乗降人員の調査結果は以下の通り。
- 2024年11月12日：3,139人
- 2023年11月7日：3,082人
- 2022年11月8日：2,997人
- 2021年11月9日：3,022人
- 2018年11月13日：3,265人
- 2015年11月10日：2,948人
- 2012年11月13日：2,617人
- 2010年11月9日：2,447人
- 2008年11月18日：2,634人
- 2005年11月8日：2,688人

## 利用状況
「三重県統計書」によると、1日の平均乗車人員は以下の通りである。
| 年度   | 一日平均 乗車人員 |
| ------ | ----------------- |
| 1997年 | 1,151             |
| 1998年 | 1,150             |
| 1999年 | 1,155             |
| 2000年 | 1,241             |
| 2001年 | 1,302             |
| 2002年 | 1,351             |
| 2003年 | 1,393             |
| 2004年 | 1,444             |
| 2005年 | 1,453             |
| 2006年 | 1,441             |
| 2007年 | 1,434             |
| 2008年 | 1,463             |
| 2009年 | 1,447             |
| 2010年 | 1,482             |
| 2011年 | 1,481             |
| 2012年 | 1,538             |
| 2013年 | 1,611             |
| 2014年 | 1,619             |
| 2015年 | 1,674             |
| 2016年 | 1,682             |
| 2017年 | 1,704             |
| 2018年 | 1,867             |
| 2019年 | 1,931             |
| 2020年 | 1,584             |
| 2021年 | 1,626             |
| 2022年 | 1,717             |
| 2023年 | 1,785             |

南が丘駅の利用状況の変遷を下表に示す。輸送実績（乗車人員）の単位は人であり、年度での総計値を示す。年度間の比較に適したデータである。乗降人員調査結果は任意の1日における値（単位：人）である。調査日の天候・行事等の要因によって変動が大きいので年度間の比較には注意を要する。表中、最高値を赤色で、最高値を記録した年度以降の最低値を青色で、最高値を記録した年度以前の最低値を緑色で表記している。
| 年度別利用状況（南が丘駅） | 年度別利用状況（南が丘駅）           | 年度別利用状況（南が丘駅）           | 年度別利用状況（南が丘駅）           | 年度別利用状況（南が丘駅）           | 年度別利用状況（南が丘駅） | 年度別利用状況（南が丘駅） | 年度別利用状況（南が丘駅） |
| 年 度                      | 当駅分輸送実績（乗車人員）：人／年度 | 当駅分輸送実績（乗車人員）：人／年度 | 当駅分輸送実績（乗車人員）：人／年度 | 当駅分輸送実績（乗車人員）：人／年度 | 乗降人員調査結果 人／日    | 乗降人員調査結果 人／日    | 特 記 事 項                |
| -------------------------- | ------------------------------------ | ------------------------------------ | ------------------------------------ | ------------------------------------ | -------------------------- | -------------------------- | -------------------------- |
| 年 度                      | 通勤定期                             | 通学定期                             | 定期外                               | 合 計                                | 調査日                     | 調査結果                   | 特 記 事 項                |
| 1989年（平成元年）         |                                      | ←←←←                                 |                                      |                                      | 11月14日                   | 685                        | 駅新設開業                 |
| 1990年（平成2年）          | 114,270                              | ←←←←                                 | 67,072                               | 181,342                              | 11月6日                    | 1,011                      |                            |
| 1991年（平成3年）          | 133,740                              | ←←←←                                 | 76,727                               | 210,467                              |                            |                            |                            |
| 1992年（平成4年）          | 162,990                              | ←←←←                                 | 91,735                               | 254,725                              | 11月10日                   | 1,352                      |                            |
| 1993年（平成5年）          | 190,350                              | ←←←←                                 | 102,986                              | 293,336                              |                            |                            |                            |
| 1994年（平成6年）          | 214,530                              | ←←←←                                 | 108,202                              | 322,732                              |                            |                            |                            |
| 1995年（平成7年）          | 254,040                              | ←←←←                                 | 166,916                              | 420,956                              | 12月5日                    | 2,265                      |                            |
| 1996年（平成8年）          | 250,320                              | ←←←←                                 | 177,918                              | 428,238                              |                            |                            |                            |
| 1997年（平成9年）          | 243,480                              | ←←←←                                 | 176,635                              | 420,115                              |                            |                            |                            |
| 1998年（平成10年）         | 245,490                              | ←←←←                                 | 174,137                              | 419,627                              |                            |                            |                            |
| 1999年（平成11年）         | 239,880                              | ←←←←                                 | 182,697                              | 422,577                              |                            |                            |                            |
| 2000年（平成12年）         | 262,350                              | ←←←←                                 | 190,600                              | 452,950                              |                            |                            |                            |
| 2001年（平成13年）         | 280,710                              | ←←←←                                 | 194,496                              | 475,206                              |                            |                            |                            |
| 2002年（平成14年）         | 296,400                              | ←←←←                                 | 196,845                              | 493,245                              |                            |                            |                            |
| 2003年（平成15年）         | 314,280                              | ←←←←                                 | 195,499                              | 509,749                              |                            |                            |                            |
| 2004年（平成16年）         | 335,070                              | ←←←←                                 | 191,911                              | 526,981                              |                            |                            |                            |
| 2005年（平成17年）         | 336,900                              | ←←←←                                 | 193,344                              | 530,244                              | 11月8日                    | 2,688                      |                            |
| 2006年（平成18年）         | 328,260                              | ←←←←                                 | 197,797                              | 526,057                              |                            |                            |                            |
| 2007年（平成19年）         | 333,390                              | ←←←←                                 | 191,634                              | 525,024                              |                            |                            |                            |
| 2008年（平成20年）         |                                      | ←←←←                                 |                                      |                                      | 11月18日                   | 2,634                      |                            |
| 2009年（平成21年）         |                                      | ←←←←                                 |                                      |                                      |                            |                            |                            |
| 2010年（平成22年）         |                                      | ←←←←                                 |                                      |                                      |                            |                            |                            |
| 2011年（平成23年）         |                                      | ←←←←                                 |                                      |                                      |                            |                            |                            |
| 2012年（平成24年）         |                                      | ←←←←                                 |                                      |                                      |                            |                            |                            |

## 駅周辺
駅東側には、一般車用のロータリーがある。
駅の前を通る県道776号には三重交通の路線バス（榊原線（15・16系統））が走っているが、当駅の前にはバス停は設置されていない。当駅に最寄りのバス停は、青谷または中青谷である。
- 磨洞温泉
- 南が丘住宅地
- 二重池団地
- 津南が丘郵便局
- 津市立南が丘小学校
- 津市立南が丘中学校
- 三重県運転免許センター

## 隣の駅
近畿日本鉄道
E 名古屋線
■急行・■普通
津新町駅 (E40) - 南が丘駅 (E41) - 久居駅 (E42)
- 括弧内は駅番号を示す。